# Tremors 7: Shrieker Island
Tremors: Shrieker Island é um filme americano de monstros direto para Home-Vídeo dirigido por Don Michael Paul e co-escrito com Brian Brightly. É o sétimo filme da franquia dos Vermes Malditos.
O filme foi lançado nos EUA direto para DVD, blu-ray e digital em outubro de 2020, pela Universal Pictures Home Entertainment. No Brasil o filme estreou dublado na Apple TV,Google Play e para aluguel e compra digital no YouTube.

## Sinopse
Quando um grupo de ricos caçadores de troféus modifica geneticamente os ovos de Graboid para criar a melhor experiência de caça, não demora muito para que sua presa escape dos confins de sua pequena ilha e comece a aterrorizar os habitantes de um centro de pesquisa de uma ilha próxima. O chefe do centro de pesquisa e seu segundo em comando Jimmy (Jon Heder) localizam o único homem que é um especialista em matar Graboids: o único e agora relutante, Burt Gummer (Michael Gross). Uma vez a bordo, Burt lidera o grupo em uma guerra total contra os Graboids maiores, mais rápidos, terrivelmente inteligentes e os Shriekers, que se multiplicam rapidamente! 

## Elenco
| Atores               | Personagens        |
| -------------------- | ------------------ |
| Michael Gross        | Burt Gummer        |
| Jon Heder            | Jimmy              |
| Jackie Cruz          | Freddie            |
| Richard Brake        | Bill               |
| Caroline Langrishe   | Jas                |
| Cassie Clare         | Anna               |
| Sahajak Boonthanakit | Mr. Bowtie         |
| Matthew Douglas      | Dr. Richards       |
| Randy Kalsi          | Wall Street        |
| David Asavanond      | Pretty Boy         |
| Boonma Lamphon       | Ishimon            |
| Iris Park            | Investigadora Iris |
| Mikey Black          | Investigador Black |
| Aukrawut Rojaunawat  | Garoto Parkour     |
| Bear Williams        | Mohawk             |
| Alexander Winters    | Burly Hunter       |

## Produção
Em 13 de dezembro de 2018, Michael Gross confirmou que a Universal Pictures havia pedido um 7º filme na série e que ele voltaria a estrelar, afirmando que "os fãs de Tremors ficarão maravilhados em saber que acabei de concordar com os termos de um contrato para uma sétima filme. Minha melhor estimativa é que Burt Gummer começará sua caça aos Graboids e outras formas nefastas de vida selvagem no outono de 2019. "

## Filmagem
Em 13 de novembro de 2019, as filmagens começaram na Tailândia. Em 26 de novembro de 2019, Jon Heder, Jackie Cruz e Richard Brake assinaram contrato para estrelar ao lado de Gross. Em 11 de dezembro de 2019, Gross confirmou que as filmagens haviam terminado.

## Pós-produção
Jamie Kennedy, que interpretou o filho de Burt Gummer, em Tremors 5: Bloodlines e Tremors 6: A Cold Day in Hell, não repetirá o papel em Shrieker Island. Em agosto de 2020, o filme ficou conhecido como Island Fury até ser oficialmente intitulado Tremors: Shrieker Island.

## Lançamento
Tremors: Shrieker Island foi lançado nos EUA, direto para Home video em 20 de outubro de 2020, pela Universal Pictures Home Entertainment. No Brasil o filme se encontra em plataformas digitais.

## Recepção da Crítica
Tremors: Shrieker Island recebeu críticas mistas. John Squires do Bloody Disgusting deu ao filme 2,5 estrelas de 5, dizendo "Claramente não há dinheiro suficiente à disposição dos cineastas para fazer algo mais com a franquia do que eles já fizeram." Sean Chandler, do Sean Chandler Talks About , deu ao filme um "B–", dizendo " Tremors: A Ilha dos Shriekers não é um grande filme de cinema, mas é um filme divertido". Josh Bell, de Crooked Marquee , deu ao filme um "C", dizendo que embora o filme "não seja um filme particularmente bom, é"Sol Harris, de Starburst deu ao filme 3 estrelas de 5, sentindo que havia "muita ação Graboid, um punhado de ótimas piadas e um clímax surpreendentemente emocional no final das contas deixa Tremors: Shrieker Island mais perto da perfeição do que você possa imaginar."

## Outros filmes da série
- Tremors (O Ataque dos Vermes Malditos no Brasil ou Palpitações em Portugal) (1990)
- Tremors 2: Aftershocks (O Ataque dos Vermes Malditos 2 - Os Vermes Estão de Volta no Brasil ou Palpitações 2 em Portugal) (1996)
- Tremors 3: Back to Perfection (O Ataque dos Vermes Malditos 3 - De Volta à Perfection no Brasil ou Palpitações 3: De Volta a Perfection em Portugal) (2001)
- Tremors 4: The Legend Begins (O Ataque dos Vermes Malditos 4 - O Começo da Lenda no Brasil ou Palpitações 4: A Lenda Começa em Portugal) (2004)
- Tremors 5: Bloodlines (O Ataque dos Vermes Malditos 5 - Linhas de Sangue no Brasil) (2015)
- Tremors 6: A Cold Day in Hell (O Ataque dos Vermes Malditos 6 - Um Dia Frio no Inferno no Brasil) (2018)